# بطولة الأندية الآسيوية 2001–02
بطولة الأندية الآسيوية 2001–02 كانت النسخة الحادية والعشرون والأخيرة من منافسة كرة القدم الدولية السنوية للأندية والتي تقام في منطقة الاتحاد الآسيوي لكرة القدم (آسيا). وقد تم تحديد بطل أندية كرة القدم في آسيا لهذه السنة.
توج سوون سامسونغ بلووينغز الكوري الجنوبي باللقب الثاني على التوالي، بفوزه على مواطنه آنيانغ إل جي تشيتاس 4–2 بركلات الترجيح.

## الدور الأول

### غرب آسيا
| الفريق الأول      | إجم. | الفريق الثاني | مباراة الذهاب | مباراة الإياب |
| ----------------- | ---- | ------------- | ------------- | ------------- |
| استقلال           | ا/س1 | الحكمة        |               |               |
| الأهلي            | ا/س2 | الاهلي        |               |               |
| هلال القدس        | 2–1  | أهلي صنعاء    | 0–0           | 2–1           |
| جبلة              | 0–2  | الكويت        | 0–0           | 0–2           |
| الزوراء           | 7–1  | الوكرة        | 3–0           | 4–1           |
| كوبيتداغ عشق آباد | 0–4  | نسف قرشي      | 0–1           | 0–3           |

1 انسحب الحكمة. 

2 انسحب الأهلي.

### شرق آسيا
| الفريق الأول         | إجم. | الفريق الثاني              | مباراة الذهاب | مباراة الإياب |
| -------------------- | ---- | -------------------------- | ------------- | ------------- |
| سونغ لام نغي أن      | ا/س1 | ساوندرز                    |               |               |
| هابي فالي            | 12–0 | جي دي لام باك              | 7–0           | 5–0           |
| سلاغور2              | 0–7  | داليان شيده                | 0–2           | 0–5           |
| نيو راديانت          | 1–3  | موكتيجودها سانغساد         | 1–2           | 0–1           |
| بي إي سي تيرو ساسانا | 8–1  | القوات المسلحة السنغافورية | 3–0           | 5–1           |
| كاشيما أنتلرز        | 4–31 | بيرسيجا جاكارتا            | 4–1           | ل/ت           |

1 اسنحب سونغ لام نغي أن. 

2 تم إشراك سلاغور بعد انسحاب بينانغ، بسبب ضائقة مالية. 

3 لعبت المواجهة من مباراة واحدة فقط في كاشيما يوم 24 أكتوبر بسبب المناخ السياسي في إندونيسيا.

## الدور الثاني

### غرب آسيا
| الفريق الأول            | إجم.        | الفريق الثاني | مباراة الذهاب | مباراة الإياب |
| ----------------------- | ----------- | ------------- | ------------- | ------------- |
| نادي الاتحاد (السعودية) | 4–4 (ق)     | استقلال       | 3–2           | 1–2           |
| الكويت                  | 9–3         | هلال القدس    | 3–2           | 6–1           |
| الوحدة                  | 3–3 (4–3 ر) | الزوراء       | 1–2           | 2–1           |
| نسف قرشي                | 7–3         | أميد دوشنبه   | 4–1           | 3–2           |

### شرق آسيا
| الفريق الأول          | إجم. | الفريق الثاني        | مباراة الذهاب | مباراة الإياب |
| --------------------- | ---- | -------------------- | ------------- | ------------- |
| سوون سامسونغ بلووينغز | 21–0 | ساوندرز              | 18–0          | 3–01          |
| هابي فالي             | 1–10 | داليان شيده          | 0–2           | 1–8           |
| آنيانغ إل جي تشيتاس   | 11–0 | موكتيجودها سانغساد   | 8–0           | 3–0           |
| كاشيما أنتلرز         | 3–1  | بي إي سي تيرو ساسانا | 3–0           | 0–1           |

1 لم يحضر ساوندرز إلى مباراة الإياب.

## ربع النهائي

### غرب آسيا
| فريق     | لعب | ف | ت | خ | له | عليه | ف.أ | نقاط |
| -------- | --- | - | - | - | -- | ---- | --- | ---- |
| استقلال  | 3   | 2 | 1 | 0 | 9  | 4    | +5  | 7    |
| نسف قرشي | 3   | 1 | 2 | 0 | 4  | 3    | +1  | 5    |
| الكويت   | 3   | 0 | 2 | 1 | 3  | 6    | −3  | 2    |
| الوحدة   | 3   | 0 | 1 | 2 | 6  | 9    | −3  | 1    |

| الكويت       | 1–1 | نسف قرشي        |
| ------------ | --- | --------------- |
| فرج لهيب 74' |     | بهرامجون حيدروف |

| الوحدة                                      | 3–5 | استقلال                                                                            |
| ------------------------------------------- | --- | ---------------------------------------------------------------------------------- |
| فوزي الرويسي 12' · عبد الرحيم جمعة 49'، 72' |     | سيروس دينمحمدي 40' · علي رضا أكبربور 64' · فراز فاطمي 80'، 83' · مهدي هاشمينسب 87' |

| نسف قرشي | 1–1 | استقلال              |
| -------- | --- | -------------------- |
| هدف      |     | علي رضا واحدي نيكبخت |

| الوحدة | 2–2 | الكويت |
| ------ | --- | ------ |
| ،      |     | ،      |

| الكويت | 0–3 | استقلال                                   |
| ------ | --- | ----------------------------------------- |
|        |     | علي رضا أكبربور 76' · فراز فاطمي 80'، 85' |

| الوحدة              | 1–2 | نسف قرشي                                     |
| ------------------- | --- | -------------------------------------------- |
| محمد سالم العنزي 1' |     | عبد العزيز محمد 41' (ه.ذ.) · نعمان حسنوف 45' |

### شرق آسيا
| فريق                  | لعب | ف | ت | خ | له | عليه | ف.أ | نقاط |
| --------------------- | --- | - | - | - | -- | ---- | --- | ---- |
| سوون سامسونغ بلووينغز | 3   | 2 | 1 | 0 | 4  | 0    | +4  | 7    |
| آنيانغ إل جي تشيتاس   | 3   | 0 | 3 | 0 | 2  | 2    | 0   | 3    |
| داليان شيده           | 3   | 0 | 2 | 1 | 1  | 3    | −2  | 2    |
| كاشيما أنتلرز         | 3   | 0 | 2 | 1 | 1  | 3    | −2  | 2    |

| داليان شيده | 0–0 | كاشيما أنتلرز |
| ----------- | --- | ------------- |
|             |     |               |

| سوون سامسونغ بلووينغز | 0–0 | آنيانغ إل جي تشيتاس |
| --------------------- | --- | ------------------- |
|                       |     |                     |

| كاشيما أنتلرز | 0–2 | سوون سامسونغ بلووينغز             |
| ------------- | --- | --------------------------------- |
|               |     | سيو جونغ-وون 55' · سون داي-هو 82' |

| آنيانغ إل جي تشيتاس | 1–1 | داليان شيده  |
| ------------------- | --- | ------------ |
| وانغ جونغ-هيون 85'  |     | يان سونغ 12' |

| سوون سامسونغ بلووينغز             | 2–0 | داليان شيده |
| --------------------------------- | --- | ----------- |
| ساندرو كاردوسو دوس سانتوس 8'، 18' |     |             |

| آنيانغ إل جي تشيتاس          | 1–1 | كاشيما أنتلرز       |
| ---------------------------- | --- | ------------------- |
| أندريه لويس ألفيس سانتوس 90' |     | ماساشي موتوياما 54' |

## نصف النهائي
| سوون سامسونغ بلووينغز                              | 3–0 | نسف قرشي |
| -------------------------------------------------- | --- | -------- |
| ألين آفديتش 49' · سيو جونغ-وون 72' · لي سون-وو 90' |     |          |

| استقلال           | 1–2 | آنيانغ إل جي تشيتاس                            |
| ----------------- | --- | ---------------------------------------------- |
| يد الله أكبري 62' |     | ماركوس دينر 55' · أندريه لويس ألفيس سانتوس 72' |

## مباراة المركز الثالث
| استقلال                                                        | 5–2 | نسف قرشي                            |
| -------------------------------------------------------------- | --- | ----------------------------------- |
| محمد نوازي · بوتير كارائيف (ه.ذ.) · فراز فاطمي · مهدي باشازاده |     | أويبك عثمانخوجائيف · ظفر خولمورودوف |

## النهائي
| سوون سامسونغ بلووينغز | 0–0 (ب.و.إ.) | آنيانغ إل جي تشيتاس |
| --------------------- | ------------ | ------------------- |
|                       |              |                     |

## البطل
| بطولة الأندية الآسيوية 2001–02 سوون سامسونغ بلووينغز اللقب الثاني |